# Geostachys tahanensis
Geostachys tahanensis là một loài thực vật có hoa trong họ Gừng. Loài này được Holttum mô tả khoa học đầu tiên năm 1950.